# Jean Marconi
Pour les articles homonymes, voir Marconi.
Jean Charles Marcon dit Jean Marconi, né le 1er juin 1906 à Toulouse (Haute-Garonne) et mort le 11 novembre 1971 à l'Hôpital Lariboisière dans le 10e arrondissement de Paris, est un acteur français.

## Biographie
Jean Marconi est inhumé au columbarium du cimetière du Père-Lachaise (division 87, 14 060).

## Filmographie

### Cinéma
- 1928 : Yvette d'Alberto Cavalcanti
- 1931 : La Femme et le Rossignol d'André Hugon : Robert
- 1931 : Atout cœur d'Henry Roussell
- 1932 : Panurge de Michel Bernheim : Fred
- 1933 : Mademoiselle Josette, ma femme d'André Berthomieu : Valorbier
- 1933 : Plein aux as de Jacques Houssin
- 1935 : L'École des cocottes de Pierre Colombier : Robert
- 1935 : En avant la musique d'André Pellenc - moyen métrage -
- 1936 : Les Bateliers de la Volga de Wladimir Strijewsky : le jeune officier
- 1936 : Samson de Maurice Tourneur : un invité chez Christiane
- 1936 : Anne-Marie de Raymond Bernard
- 1936 : Sous les yeux d'occident de Marc Allégret : Herbert
- 1936 : La Flamme d'André Berthomieu
- 1936 : La Belle Équipe de Julien Duvivier : le maquereau
- 1936 : Port Arthur de Nicolas Farkas
- 1936 : La Joueuse d'orgue de Gaston Roudès
- 1937 : François Ier de Christian-Jaque : Lautrec-Montchenu
- 1938 : Chéri Bibi de Léon Mathot : Freddy
- 1938 : Alexis gentleman chauffeur de Max de Vaucorbeil : Silvio
- 1938 : Durand bijoutier de Jean Stelli : le gigolo
- 1939 : Le Veau gras de Serge de Poligny : l'entrepreneur
- 1939 : Sidi-Brahim de Marc Didier
- 1940 : Paradis perdu d'Abel Gance : M. Daniel
- 1941 : Parade en sept nuits de Marc Allégret
- 1941 : Le Club des soupirants de Maurice Gleize : le vicomte
- 1943 : Les Petits Riens de Raymond Leboursier
- 1943 : L'aventure est au coin de la rue de Jacques Daniel-Norman : un ami de Georges
- 1943 : Mon amour est près de toi de Richard Pottier : le costumier
- 1943 : Domino de Roger Richebé : le passant
- 1944 : Le Bossu de Jean Delannoy
- 1944 : Le Mystère Saint-Val de René Le Hénaff
- 1946 : Le Capitan de Robert Vernay - Film tourné en deux époque : un gentilhomme
- 1953 : Ma petite folie de Maurice Labro : Marcel d'Arcy
- 1955 : Le Secret de sœur Angèle de Léo Joannon : le mari
- 1956 : Mannequins de Paris d'André Hunebelle
- 1969 : Z de Costa-Gavras
- 1970 : Et qu'ça saute ! de Guy Lefranc
- 1970 : Mourir d'aimer d'André Cayatte : le directeur de la clinique

### Télévision
- 1965 : Les Jeunes Années de Joseph Drimal : Edouard Pastourneau
- 1970 : Le Fauteuil hanté, réalisé par Pierre Bureau
- 1971 : Le Voyageur des siècles de Jean Dréville : le premier client du café (épisode 4)
- 1972 : François Gaillard ou la vie des autres de Jacques Ertaud, épisode : Madeleine
- 1972 : Le Père Goriot, téléfilm de Guy Jorré d'après Honoré de Balzac : un valet
- 1972 : 4 500 kilos d'or pur de Philippe Ducrest (téléfilm) : Paul Vitti
- 1972 : épisode  L'évasion du duc de Beaufort de la série Les Évasions célèbres : Prince de Condé

## Théâtre
- 1931 : Pierre ou Jack... ? de Francis de Croisset, Théâtre de l'Athénée
- 1933 : Ma sœur de luxe d'André Birabeau, mise en scène André Lefaur, Théâtre de Paris
- 1933 : Tovaritch de Jacques Deval, mise en scène de l'auteur, Théâtre de Paris
- 1947 : Une mort sans importance d'Yvan Noé et A. Linou, mise en scène Yvan Noé, Théâtre de la Potinière
- 1949 : Chéri de Colette, mise en scène Jean Wall,   Théâtre de la Madeleine